# Triangulação (ciências sociais)
O conceito de triangulação, em metodologia, refere-se à utilização de diferentes métodos de pesquisa, como análises qualitativas e quantitativas, para o estudo de um mesmo fenômeno. Para o educador e doutor em filologia chileno Augusto Triviños, a triangulação deve ser uma característica fundamental em pesquisas sociais que visem operacionalizar uma perspectiva dialética de análise.